# Polana cumbresa
Polana cumbresa är en insektsart som beskrevs av Delong och Wolda 1984. Polana cumbresa ingår i släktet Polana och familjen dvärgstritar. Inga underarter finns listade i Catalogue of Life.